# Орнільйос-де-Ересма
Орнільйос-де-Ересма (ісп. Hornillos de Eresma) — муніципалітет в Іспанії, у складі автономної спільноти Кастилія-і-Леон, у провінції Вальядолід. Населення — 184 особи (2010).
Муніципалітет розташований на відстані близько 140 км на північний захід від Мадрида, 31 км на південь від Вальядоліда.
На території муніципалітету розташовані такі населені пункти: (дані про населення за 2010 рік)
- Орнільйос-де-Ересма: 164 особи
- Ла-Лус: 20 осіб

## Демографія
Динаміка населення (INE ):